# Les Riches-Claires
Le Théâtre des Riches-Claires, ou plus simplement Les Riches-Claires, est une salle de spectacle bruxelloise située rue des Riches-Claires. Conçue à l'origine comme salle de conférence de la Bibliothèque centrale de la Ville de Bruxelles, une asbl communale est créée pour y programmer des spectacles vivants laissant la part belle à la jeune création et l'émergence.
Depuis 2004, les Riches-Claires présentent des spectacles de théâtre et de danse contemporaine, des concerts de jazz et du cinéma.